# Kurima
Kurima ist eine Gemeinde im Osten der Slowakei mit 1125 Einwohnern (Stand 31. Dezember 2024). Sie gehört zum Okres Bardejov, einem Kreis des Prešovský kraj und wird zur traditionellen Landschaft Šariš gezählt.

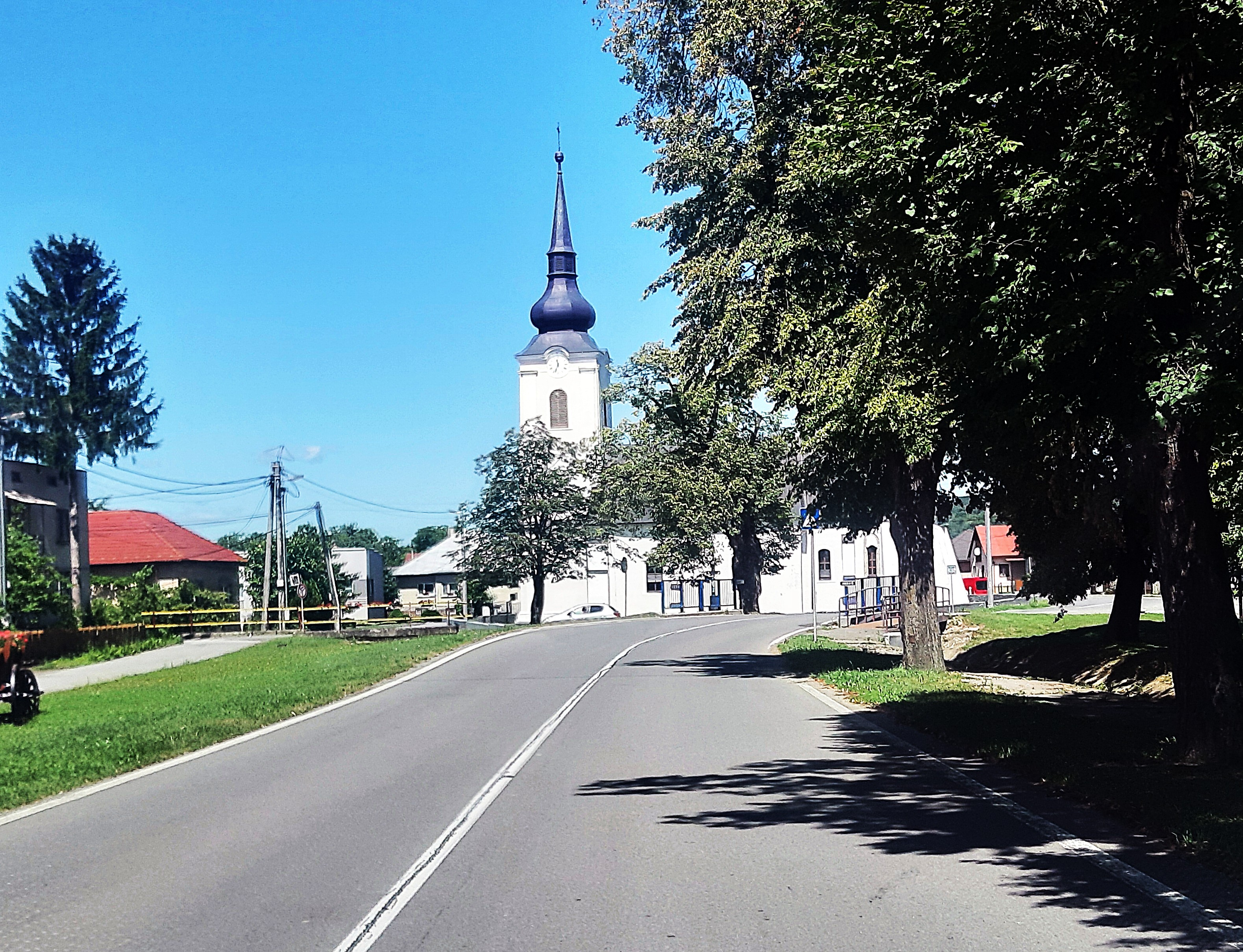
Kurima

## Geographie
Die Gemeinde befindet sich in den Niederen Beskiden, genauer gesagt im Bergland Ondavská vrchovina, am linken Ufer der Topľa. Das Ortszentrum liegt auf einer Höhe von 214 m n.m. und ist 17 Kilometer von Bardejov sowie 24 Kilometer von Svidník entfernt.

## Geschichte
Der Ort wurde zum ersten Mal 1327 als Kurima al. n. Dubynna schriftlich erwähnt. Eine indirekte Erwähnung stammt bereits aus dem Jahr 1270. Im Hochmittelalter war Kurima Sitz eines Herrschaftsgutes, das neben dem Sitz weitere neun Dörfer umfasste. Am Anfang des 15. Jahrhunderts fusionierte das Herrschaftsgut mit jenem der Burg Makovica. Danach war Kurima ein Städtchen und erhielt 1415 das Marktrecht. 1427 war eine Steuer von 107 Porta fällig. 1600 gab es hier zwei Sägen sowie eine Mühle, die Einwohner waren in Viehzucht, Imkerei, Weberei sowie in verschiedenen Handwerken wie Schuhmacherei oder Töpferei beschäftigt.
Bedeutende Vertreter des Landadels im Dorf stammten aus den Geschlechtern Szirmay und Erdődy. 1828 sind 161 Häuser und 1.390 Einwohner verzeichnet. Kurz danach verfiel das Dorf wirtschaftlich und es kam zu einigen Auswanderungswellen. 1914 brannte Kurima vollständig aus.
Bis 1918 gehörte der im Komitat Scharosch liegende Ort zum Königreich Ungarn und kam danach zur Tschechoslowakei bzw. heute Slowakei.

## Bevölkerung
| Jahr                | 1994 | 2004    | 2014    | 2024    |
| ------------------- | ---- | ------- | ------- | ------- |
| Anzahl der Personen | 1033 | 1072    | 1127    | 1125    |
| Unterschied         |      | +3,77 % | +5,13 % | −0,17 % |

| Jahr                | 2023 | 2024    |
| ------------------- | ---- | ------- |
| Anzahl der Personen | 1111 | 1125    |
| Unterschied         |      | +1,26 % |

Ergebnisse der Volkszählung 2001 (1066 Einwohner):
| Nach Ethnie: - 90,71 % Slowaken - 8,54 % Roma - 0,09 % Russinen - 0,09 % Tschechen - 0,09 % Ukrainer | Nach Konfession: - 96,25 % römisch-katholisch - 1,88 % griechisch-katholisch - 1,22 % keine Angabe - 0,28 % evangelisch - 0,19 % orthodox - 0,09 % konfessionslos |

## Bauwerke
- römisch-katholische Kirche, ursprünglich gotisch im 14. Jahrhundert erbaut, 1864 um den Turm ergänzt
- Landschloss im klassizistischen Stil aus dem Anfang des 19. Jahrhunderts
- Kapelle am Friedhof im barocken Stil, 1703 erbaut

## Infrastruktur
In Kurima werden ein Kindergarten sowie eine Grundschule betrieben, es gibt des Weiteren eine Bücherei sowie ein Postamt. Bis auf fehlendes Kabelfernsehnetz ist die grundlegende Infrastruktur gut ausgebaut. Der Ort ist nur über Kreisstraßen zu erreichen, mit Abzweigen aus dem Fernstraßennetz in Bardejov (I/77), in Okrúhle oder Kračúnovce (I/73), der nächste Bahnhof liegt in Bardejov (16 km), Fernverbindungen sind erst im 46 km entfernten Bahnhof Prešov erreichbar.